# Sam & Max

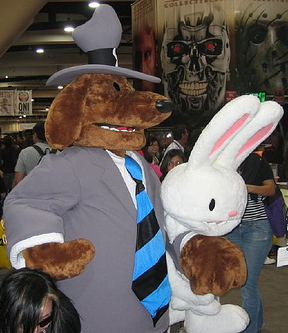
Sam & Max

Sam & Max is een mediafranchise dat zich richt op de fictieve personages Sam & Max: freelance politie.
De personages uit "Sam & Max" zijn eigendom van Steve Purcell. Het eerste stripverhaal kwam uit in 1987. Later verschenen er enkele computerspellen en een televisiereeks. Ook zijn er in de handel cd's beschikbaar met daarop muziek uit de reeks.
Sam en Max zijn een duo van antropomorfistische, vigilante privé-detectives. Hun kantoor is in een vervallen appartementsgebouw ergens in New York. Samen lossen ze de meest waanzinnige zaken op.  Hiervoor negeren ze allerhande wetten en leggen procedures volledig naast zich. Ze verplaatsen zich met een oude DeSoto Adventurer om de misdaad te bevechten. Ze komen zowel in bekende steden, op historische sites, bestaande planeten als fictieve locaties terecht. Hun opdrachten krijgen ze telefonisch van "The Commissioner". Wie "The Commissioner" is of via welke weg hij de opdrachten ontvangt, wordt nooit kenbaar gemaakt.

## Karakter en kenmerken van Sam
Sam is eerder een rustige, doordachte, ontspannen hond met bruine vacht van ongeveer 1 meter 80. Hij draagt een bruin of blauw pak met bijpassende gleufhoed. Hij is steeds gewapend met een enorme .44 revolver. Sam heeft een bijna encyclopedische kennis, vooral in obscure zaken. Hij gebruikt zeer lange zinnen gevuld met ingewikkelde woorden. Hoewel hij een hoge intelligentie heeft, is hij eerder onhandig en gaat hij soms uitzonderlijk onberedeneerd te werk. Zo durft hij tijdens het rijden met de auto zijn hoofd buiten het raam steken om zijn tong te laten flapperen in de wind. Sam heeft toch nog enkele hondenstreken: hij is snel opgewonden, maar ook prikkelbaar voor emoties, schaamte en schuld.  Sam verliest zelden zijn geduld en blijft extreem kalm tijdens panieksituaties.  Als hij toch eens boos wordt, verandert hij in een gewelddadig vals beest.  Meestal kan enkel Max hem dan nog kalmeren.

## Karakter en kenmerken van Max
Max is een agressief en hyperkinetisch wit konijn van ongeveer 90 centimeter. Hoewel hij wel degelijk een konijn is, heeft hij liever dat men hem omschrijft als een haasachtige. Zijn oren staan meestal stug en op zijn gezicht heeft hij meestal een enorm grote grijns.  Max houdt van geweld en wil alles met agressie oplossen.  Hij heeft geen benul ven zelfbehoud: in gevaarlijke situaties kan hij niet inschatten welke letsels hij of anderen kunnen overhouden. Ondanks dit is hij een goede observator.  Hij haat lange verhalen en verliest de focus als zaken voor hem te lang duren.  Max is extreem bezitterig ten opzichte van Sam.  Meermaals meldt Max dat wanneer hij sterft, hij ervoor zal zorgen dat Sam ook sterft.  Max heeft ook steeds een pistool bij. Andere personages vragen zich meermaals af waar Max dat pistool verbergt aangezien hij geen kleren draagt. Max steekt regelmatig zijn hand onder een oksel terwijl zijn arm in de lucht is.  Dan doet hij plots zijn arm naar beneden zodat de lucht onder zijn oksel door zijn vingers ontsnapt.  Hierdoor ontstaat er een scheet-geluidje. Max heeft eerder een kortetermijngeheugen en heeft soms psychotische aanvallen

## Oorsprong personages
Oorspronkelijk waren "Sam & Max" eigendom van Dave Purcell, de jongere broer van Steve. In zijn jeugd tekende Dave enkele verhalen over de avonturen van privé-detectives: de hond Sam en het konijn Max.  Steve pestte zijn broertje door de verhalen te parodiëren en deze komisch te maken.  Uiteindelijk kreeg Steve als verjaardagsgeschenk de rechten op Sam & Max.

## Media

### Strips
In 1980 verscheen er wekelijks een klein avontuur van Sam & Max in het blad California College of Arts and Crafts.
In 1987 verscheen de stripreeks "Sam & Max: Freelance Police".  Het eerste album was getiteld: "Monkeys Violating The Heavenly Temple" (Apen ontheiligen de Hemelse Tempel).  In het verhaal reizen Sam en Max naar de Filipijnen om een vulkaangod te overtuigen om geen lava meer uit te spuwen.  Daarna verschenen "Night of the Gilded Heron-Shark" en "Night of the Cringing Wildebeest".  De daaropvolgende jaren verschenen er nog diverse albums.
In 1988 ging Purcell aan de slag bij LucasArts als spelontwikkelaar.  Tussen 1990 en 1996 stond hij ook in voor de driemaandelijkse nieuwsbrief waarin klanten werden ingelicht over toekomstige spellen.  In deze nieuwsbrief verscheen telkens een kleine comic over Sam & Max.
In 1995 verschenen alle gepubliceerde comics uit de LucasArts Nieuwsbrief in de strip "Sam & Max: Surfin' the Highway".
Tussen december 2005 en april 2007 verschenen Sam & Max als webstrip op de site van Telltale Games onder de titel "The Big Sleep".  In dit album ontwaken Sam en Max uit hun graf gelegen aan een kerk in Kilpeck in Engeland.  Daarnaast hebben oorwormen een kolonie gestart in de hersenen van Sam.  De strip kreeg een Eisner Award voor "Beste Digitale Stripverhaal" van 2007.
Naar aanleiding van "20 jaar Sam & Max" bracht Telltale Games in 2007 "Sam & Max: Surfin' the Highway" opnieuw uit, aangevuld met 25 extra bladzijden aan informatie.

### Computerspel
Sinds Purcell in dienst was bij LucasArts werden de personages Sam en Max gebruikt voor interne testen met de SCUMM-ontwikkeltool.
In 1992 kreeg Purcell het aanbod van LucasArts om een volledig spel te maken met zijn personages.  Niet veel later werd gestart met de ontwikkeling van "Sam & Max Hit the Road" dat gedeeltelijk was gebaseerd op Purcell's strip "On The Road".  Het spel kwam uit in 1993 voor DOS.  Purcell kreeg de toestemming van LucasArts om een tweede spel te maken, maar dit werd uiteindelijk afgeblazen.
In 2001 startte het bedrijf "Infinite Machine" met een nieuw spel: "Sam & Max Plunge Through Space".  In dit spel, exclusief voor Xbox, reizen Sam en Max door het heelal om het gestolen vrijheidsbeeld terug te vinden.  Echter ging Infinite Machine bankroet en kwam het spel nooit op de markt.
In 2002 kondigde LucasArts het spel "Sam & Max: Freelance Police" aan. In maart 2004, toen het spel al ver in ontwikkeling was, besloot LucasArts om het project te stoppen omdat volgens hen het tijdperk van avonturenspellen over was. Als reactie namen heel wat werknemers van LucasArts ontslag en begonnen hun eigen ontwikkelstudio: Telltale Games
LucasArts had een licentie op Sam & Max tot 2005.  Daarna ging Telltale Games een nieuwe licentie aan. In eerste instantie wilde men "Sam & Max: Freelance police" uitbrengen, maar LucasArts weigerde om de rechten over te dragen.  Daarom kwam er in 2006 een totaal nieuw spel: Sam & Max Save the World. Dit spel kwam uit in episodische vorm: gedurende 6 maanden verscheen er regelmatig een nieuwe episode.  Alle episodes samen vormden een groter geheel waarin hypnose centraal stond.
Tussen november 2007 en april 2008 volgde een nieuw episodisch spel Sam & Max Beyond Time and Space. De rode draad doorheen het spel ging over de zielen van de doden.
Tussen april en augustus 2010 kwam "Sam & Max: The Devil's Playhouse" uit.  Centraal in dit spel zijn psychische krachten die worden gebruikt om de wereld te veroveren.
Daarnaast is Max onder andere te zien in Telltale's spel Poker Night at the Inventory en Strong Bad's Cool Game for Attractive People. Ook is het personage te zien in sommige versies van de Monkey Island-reeks uitgebracht door LucasArts.  In latere herwerkte releases werd Max vervangen door een ander personage.

### Televisie
De Amerikaanse zender Fox Broadcasting Company zond in 1997 een animatieserie uit "The Adventures of Sam & Max: Freelance Police". De serie bestond uit 12 verhalen.  Elk verhaal bestaat uit 2 afleveringen van ongeveer 10 minuten.  In 1998 won de serie een Gemini Award.

### Muziek
De muziek in "Sam & Max" is meestal een vorm van jazz, Dixieland, wals of mariachi.
Sam & Max Hit the Road was een van de eerste spellen dat beschikte over een volledige muziektrack.  Hiervoor werd gebruikgemaakt van IMUSE zodat audio gesynchroniseerd werd met de visuele effecten.  Naast de midi-muziek bevat de cd-versie van het spel ook nog 4 audio-scores
De muziek die werd gebruikt in Sam & Max Save the World en Sam & Max Beyond Time and Space is wel beschikbaar op cd.